# Kids Again
«Kids Again» es una canción del cantante británico Sam Smith. Se lanzó como el tercer sencillo de su tercer álbum de estudio Love Goes el 30 de octubre de 2020 a través de Capitol Records.

## Video musical
El video musical, dirigido por Alasdair McLellan, se estrenó en YouTube el 30 de octubre de 2020.

## Créditos y personal
Créditos adaptados de Tidal.
- Andrew Watt - productor, vocalista de fondo, bajo, batería, guitarra, percusión
- Louis Bell - productor, teclados, programación
- Ali Tamposi - voces de fondo
- Ryan Tedder - voces de fondo, teclados
- Sam Smith - voz
- Chris Bolster - Ingeniero de mezcla inmersiva
- Randy Merrill - Ingeniero de masterización, personal de estudio
- Mark Stent - Mezclador, personal de estudio

## Posicionamiento en listas
| Listas (2020)                         | Mejor posición |
| ------------------------------------- | -------------- |
| Irlanda (IRMA)                        | 73             |
| Nueva Zelanda Hot Singles (RMNZ)      | 10             |
| Reino Unido (UK Singles Chart)        | 89             |
| Suecia Heatseeker (Sverigetopplistan) | 14             |

## Historial de lanzamiento
| País   | Fecha                 | Formato                     | Discográfica |
| ------ | --------------------- | --------------------------- | ------------ |
| Varios | 30 de octubre de 2020 | Descarga digital, streaming | Capitol      |